# Ramádi
Ramádi (er-Ramádi, ar-Ramādī, الرمادي) település Közép Irakban, az Eufrátesz mellett. Bagdadtól körülbelül 110, Fallúdzsától kb. 48, Habbánijjától 25 kilométerre, el-Anbár kormányzóságban fekvő település. Lakóinak száma 285 373 fő a 2008-as becslések alapján.

## Története
Ramádit 1869-ben, az Oszmán Birodalom idején alapították.
A város mellett 1955-ben az Eufráteszen duzzasztógát épült, az itt felgyűlt
vizet csatorna vezeti el a közeli Habbánijja-tóba, mely a bagdadiak kedvelt pihenő és üdülő helye.
Ramádi közelében, az Eufrátesz bal partján áll Tell Aszvad, mely az i. e. 3. évezredben még virágzó sumér város volt. Az itt végzett feltárások alkalmával 4 méter vastag városfalakat és épületek maradványait tárták fel az iraki régészek.